# Санта-Клаус и книга расходов
«Санта-Клаус и книга расходов» (англ. Santa  and expense book) — иллюстрация американского художника Нормана Роквелла, появившаяся 4 декабря 1920 года на обложке журнала The Saturday Evening Post. Это 36-я по счёту из 322 обложек этого журнала, опубликованных художником с 1916 по 1963 год. Номер C225 по каталогу.
Техника исполнения оригинальной картины — масляная живопись на холсте, размеры оригинала — 56 на 51 сантиметра. Находится в частной коллекции, по состоянию на 1992 год входила в коллекцию Патрисии и Ховарда О'Коннор (англ. Patricia and Howard O'Connor). Репродукция приводится в большинстве альбомов и каталогов художника.
Ко времени создания картины «Санта-Клаус и книга расходов» Норман Роквелл работал в журнале The Saturday Evening Post уже семь лет, сотрудничал и с другими журналами, и был популярным и востребованным иллюстратором. Но сама техника журнальной иллюстрации была в то время на самом раннем этапе развития. Лишь пять лет спустя, в 1926 году, журнал перешёл на технику печати иллюстраций в четыре цвета, а до этого в палитре иллюстратора было всего два цвета — чёрный и красный. В своих воспоминаниях художник писал, что иллюстрации для еженедельника в это время были сравнительно простыми с технической точки зрения: силуэты изображались на белом фоне, что не требовало работы ни над фоном, ни над сочетанием фона и фигур. Упрощая создание иллюстраций, белый фон в то же время ещё сильнее ограничивал технические возможности.
В этот период начали возникать темы, развиваемые в творчестве художника в течение более полувека, среди которых, как и на картине «Санта-Клаус и книга расходов», важной категорией является контраст юности и пожилого возраста. Более конкретной темой, возникшей уже в первое десятилетие работы художника, является частое изображение Санта-Клауса, а также юмор и доброта в изображении детей. В идеализированном мире, изображённом на тысячах картин художника, нет плохих детей: все дети хорошие и заслуживают подарка на Рождество — Санта-Клаусу не хватает денег и он обеспокоен, как их найти.